# Víctor Pérez Alonso
Víctor Pérez Alonso (Albacete, 12 gennaio 1988) è un ex calciatore spagnolo, di ruolo centrocampista.

## Carriera

### Club
Cresciuto nei settori giovanili di Real Madrid e Getafe, proprio con il club vicino a Madrid comincia a giocare nella squadra riserve. Solo un anno dopo passa alla squadra B dell'Alcorcón, prima di venire promosso in prima squadra. In questo periodo si fa notare dall'Huesca, che lo tessera a titolo definitivo nel luglio del 2009 per due stagioni. La prima partita con la nuova squadra è in Coppa del Re contro il Levante. Al termine dei supplementari (0–0) segna il rigore del parziale 2–3, aiutando così gli Oscenses a passare il turno.

#### Real Valladolid
Al termine del contratto, firma un contratto triennale con il Real Valladolid nel 2011. Qui partecipa, contribuendo in maniera importante, alla promozione in Primera División del club, ottenuta dopo i play-off, risultando uno dei giocatori più utilizzati.
La stagione 2012-2013 lo vede esordire in Liga, nella partita contro il Real Saragozza del 20 agosto. In questa stagione il centrocampista, nonostante una frattura al perone che lo ha tenuto fuori più di un mese, riesce anche a segnare il suo primo gol nella massima divisione spagnola alla seconda giornata di campionato: saranno decisivi i suoi due gol messi a segno contro il Levante, entrambe trasformazioni dal dischetto. Il 19 maggio 2013 il calciatore spagnolo segna anche un gol al Barcellona.
Anche durante la stagione successiva subisce un grave infortunio, fratturandosi la tibia sinistra a fine settembre, e rimanendo fuori dal campo fino a dicembre, quando, anticipando le previsioni sul suo rientro, torna ad allenarsi con il resto della squadra. Il 22 dicembre segna la prima rete nel nuovo campionato direttamente da punizione. Il periodo negativo continua anche dopo il rientro: il 16 aprile una microfrattura all'adduttore destro, primo infortunio muscolare della carriera, lo tiene fermo per altre due settimane.

#### Prestito al Levante
Il 10 luglio 2014 viene ceduto in prestito al Levante per due stagioni, dopo aver rinnovato per ulteriori tre anni con il Pucela. Il prestito biennale serve a garantire la permanenza nella massima serie al centrocampista, tanto che la società di Valencia ha utilizzato Roger come contropartita tecnica (dato in prestito una stagione).

## Statistiche

### Presenze e reti nei club
Statistiche aggiornate al 19 maggio 2014.
| Stagione               | Squadra                | Campionato             | Campionato | Campionato | Coppe nazionali | Coppe nazionali | Coppe nazionali | Totale | Totale |
| Stagione               | Squadra                | Comp                   | Pres       | Reti       | Comp            | Pres            | Reti            | Pres   | Reti   |
| ---------------------- | ---------------------- | ---------------------- | ---------- | ---------- | --------------- | --------------- | --------------- | ------ | ------ |
| 2006-2007              | Getafe B               | SD                     | ?          | ?          | -               | -               | -               | ?      | ?      |
| 2007-2008              | Alcorcón B             | SD                     | ?          | ?          | -               | -               | -               | ?      | ?      |
| 2008-2009              | Alcorcón               | SDB                    | 32+5       | 5+0        | CR              | -               | -               | 37     | 5      |
| 2009-2010              | Huesca                 | SD                     | 27         | 1          | CR              | 2               | 0               | 29     | 1      |
| 2010-2011              | Huesca                 | SD                     | 17         | 0          | CR              | 1               | 0               | 18     | 0      |
| Totale Huesca          | Totale Huesca          | Totale Huesca          | 44         | 1          |                 | 3               | 0               | 47     | 1      |
| 2011-2012              | Real Valladolid        | SD                     | 39+4       | 6+0        | CR              | 1               | 1               | 44     | 7      |
| 2012-2013              | Real Valladolid        | PD                     | 25         | 4          | CR              | 1               | 0               | 26     | 4      |
| 2013-2014              | Real Valladolid        | PD                     | 19         | 1          | CR              | 1               | 0               | 20     | 1      |
| Totale Real Valladolid | Totale Real Valladolid | Totale Real Valladolid | 83+4       | 11+0       |                 | 3               | 1               | 90     | 12     |
| Totale carriera        | Totale carriera        | Totale carriera        | 168+       | 17+        |                 | 6               | 1               | 174+   | 18+    |

## Palmarès

### Club

#### Competizioni nazionali
- Hero Super Cup: 1

Bengaluru: 2018